# Gantt (Alabama)
Gantt város az USA Alabama államában, Covington megyében. Lakosainak száma 196 fő (2020. április 1.).

## Népesség
A település népességének változása:

| 2010 | 222 |
| 2020 | 196 |